# Уржагимахи
Уржагимахи (дарг. Уржагимахьи) — село в Акушинском районе Дагестана. Входит в состав сельского поселения «Сельсовет Нацинский».

## Географическое положение
Расположено в 24 км к югу от районного центра села Акуша.

## Население
| 1895 | 1926 | 1939 | 1970 | 1989 | 2002 | 2010 |
| ---- | ---- | ---- | ---- | ---- | ---- | ---- |
| 130  | ↘111 | ↗112 | ↗165 | ↘108 | →108 | ↗129 |
| 2021 |      |      |      |      |      |      |
| ↗175 |      |      |      |      |      |      |